# Ropalomeridae
Ropalomeridae (лат.) — семейство двукрылых насекомых из подотряда короткоусых (Brachycera) надсемейства Sciomyzoidea.

## Внешнее строение
Коричневые или тёмно-коричневые мухи длиной от 6 до 12 мм. Темя с глубоко вогнутое. Лицо по центру с килем или бугорком. Дыхальца на заднегруди с одной или несколькими щетинками. Задние бедра сильно утолщены. Задние голени сжаты с боков и изогнуты. Крылья прозрачные или немного затемненные, иногда пятнистые. У самок две сперматеки.

## Биология
Мухи питаются сладкими соками растений на стволах и фруктах. Личинки развиваются в древесном соке и разлагающейся древесине, в том числе повреждённой термитами.

## Классификация
В мировой фауне около 30 видов в 8-9 родах. Наиболее близким является семейство Sepsidae.
- Acrocephalomyia Ibáñez-Bernal & Hernández-Ortiz, 2012
- Apophorhynchus Williston, 1895
- Dactylissa Fischer, 1932
- Kroeberia Linder, 1930
- Lenkokroeberia Prado, 1966
- Mexicoa Steyskal, 1947
- Rhytidops Lindner, 1930
- Ropalomera Wiedemann, 1824
- Willistoniella Mik, 1895

## Распространение
Встречаются преимущественно тропиках и субтропиках Южной Америке. В северной Америке (Флорида) обитает только один вид — Rhytidops floridensis.